# Acanthocinus elegans
Acanthocinus elegans es una especie de escarabajo longicornio del género Acanthocinus, tribu Acanthocinini, subfamilia Lamiinae. Fue descrita científicamente por Ganglbauer en 1884.
La especie se mantiene activa durante el mes de abril.

## Descripción
Mide 7-11 milímetros de longitud.

## Distribución
Se distribuye por Azerbaiyán e Irán.